# Byeongam-dong
Byeongam-dong (koreanska: 병암동) är en stadsdel i staden Changwon i provinsen Södra Gyeongsang, i den sydöstra delen av Sydkorea,  300 km sydost om huvudstaden Seoul. Den ligger i stadsdistriktet Jinhae-gu.